# نسخه جنگ
نسخه جُنگ (به انگلیسی: omnibus edition) یا جُنگ آثار یا اُمنیباس کتابی است که شامل چندین اثر خلاقانه از نویسندگان یکسان یا، به ندرت، متفاوت است. معمولاً دو یا چند اثر قبلاً به‌عنوان کتاب منتشر شده‌اند، اما مجموعه‌ای از آثار کوتاه‌تر، یا آثار کوتاه‌تری که با یک کتاب قبلی جمع‌آوری شده‌اند، ممکن است به‌عنوان جُنگ نیز شناخته شوند.
نسخه‌های جُنگ به ادغام مجموعه‌های طولانی‌تر درون کتاب‌هایِ کمتر، کمک می‌کند. قیمت‌ها معمولاً برابر یا کمتر از قیمت خرید هر نسخه جداگانه است.

## نمونه‌ها
- جُنگ آثار ژول ورن (۴-کتاب در ۱: بیست هزار فرسنگ زیر دریا، دور دنیا در هشتاد روز، دوندگان محاصره، از زمین تا کره ماه و سفر به اطراف آن). فیلادلفیا: جی‌بی لیپینگکوت اَند کو.[۱]
- جُنگ بیگلز (سه جلد، ۱۹۳۸–۱۹۴۱)، پس از آن جُنگ اولین بیگلز (۱۹۵۳)، جُنگ کارآگاه هوایی بیگلز (۱۹۵۶) و جُنگ ماجراجویی بیگلز (۱۹۶۵).
- جُنگ آثار شرلوک هلمز. از تمام داستان‌های شرلوک هلمز آرتور کانن دویل همان‌طور که در ابتدا در مجله استرند منتشر شد، توسط سیدنی پجت به تصویر کشیده شد. لندن: جان موری. 1978.[۲]
- جُنگ آثار آگاتا کریستی دهه ۱۹۲۰، آگاتا کریستی جُنگ دهه ۱۹۳۰، و غیره تا جُنگ دهه ۱۹۶۰، پنج نسخه کامل از آن رمان‌های آگاتا کریستی هستند که در ابتدا در یک دهه منتشر شدند.[۳]
- مارول کامیکس، دی‌سی کامیکس و ایمیچ کامیکس نسخه‌های جُنگ را منتشر کرده‌اند. دی‌سی خطی به نام رونمای گنجینه (به انگلیسی: Showcase Presents) منتشر کرد، اما با خطی از نسخه‌های گالینگور به نام‌های "جُنگ عصر طلایی "، "جُنگ عصر نقره‌ای " و "جُنگ عصر برنز "، همراه با بسیاری از عناوین جُنگ عصر نوین جایگزین شد.
- ارباب حلقه‌ها در یک جُنگ فروخته شده است که شامل هر سه جلد و ۶ ضمیمه است.
- سرگذشت نارنیا در یک نسخه جُنگ به فروش رسیده است که شامل تمام هفت رمان این مجموعه است.
- سه‌گانهٔ سه کالیفرنیا اثر کیم استنلی رابینسون در یک نسخه تک جلدی توسط تور بوکز منتشر شده است.
- سه رمان شامل مجموعه‌های جَنگ ابدی جو هالدمن در یک جلد با عنوان «صلح و جَنگ» توسط Gollancz SF منتشر شده است.
- شرکت انتشاراتی آمریکایی-ژاپنی ین پرس[۴] یک جُنگ[۵] متشکل از ۲۲ جلد اول (و دو داستان جانبی) از سری رمان سبُک ژاپنی یک شاخص جادویی معین (به انگلیسی: A Certain Magical Index) منتشر کرد.